# Xã Maine Prairie, Quận Stearns, Minnesota
Xã Maine Prairie (tiếng Anh: Maine Prairie Township) là một xã thuộc quận Stearns, tiểu bang Minnesota, Hoa Kỳ. Năm 2010, dân số của xã này là 1.887 người.